# Place Sainte-Opportune
La place Sainte-Opportune est une voie du 1er arrondissement de Paris, en France.

## Origine du nom
Cette place porte ce nom car elle occupe l'emplacement du cloître de l'église Sainte-Opportune qui a été détruite en 1792.

## Historique
Elle est citée sous le nom de « Cloistre Saint Opportune » dans un manuscrit de 1636.
La place est agrandie vers l'ouest lors du percement de la rue Sainte-Opportune, déclaré d'utilité publique en 1836 et réalisé dans la foulée,. Elle est ouverte vers le sud après le percement de la rue des Halles.

## Bâtiments remarquables et lieux de mémoire
Cette place est agrémentée d'une statue de sainte Opportune, à l'angle de la rue des Halles et de la rue des Lavandières-Sainte-Opportune (Paris 1er). La niche est surmontée des armoiries sculptées de Marie-Louise Rouxel de Médavy (1625-1674), abbesse d'Almenêches, dédicataire de La vie et miracles de Ste Opportune abbesse publiée en 1655 par Olivier Gosset, curé de l'église Sainte-Opportune.

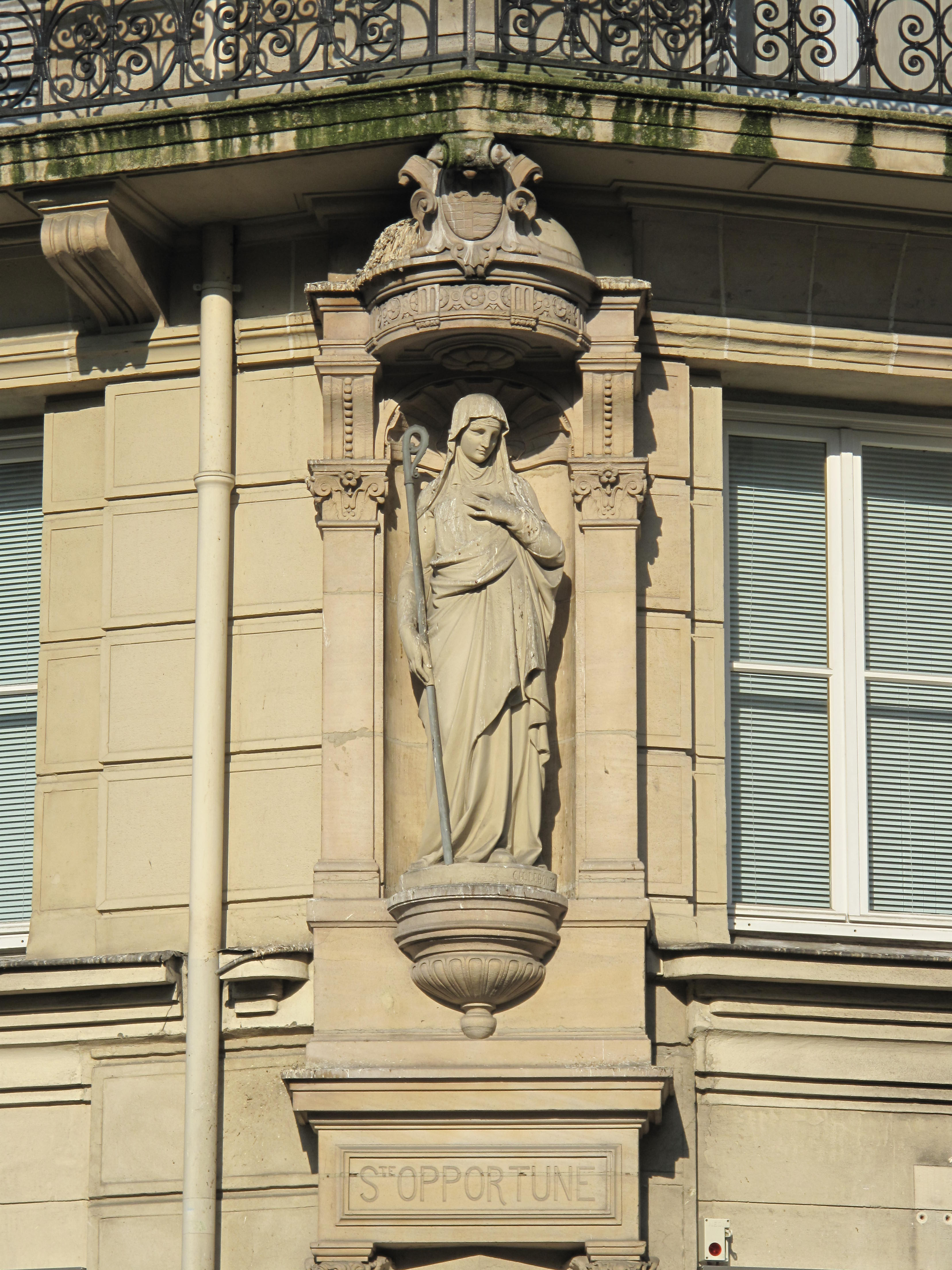
Statue de sainte Opportune.
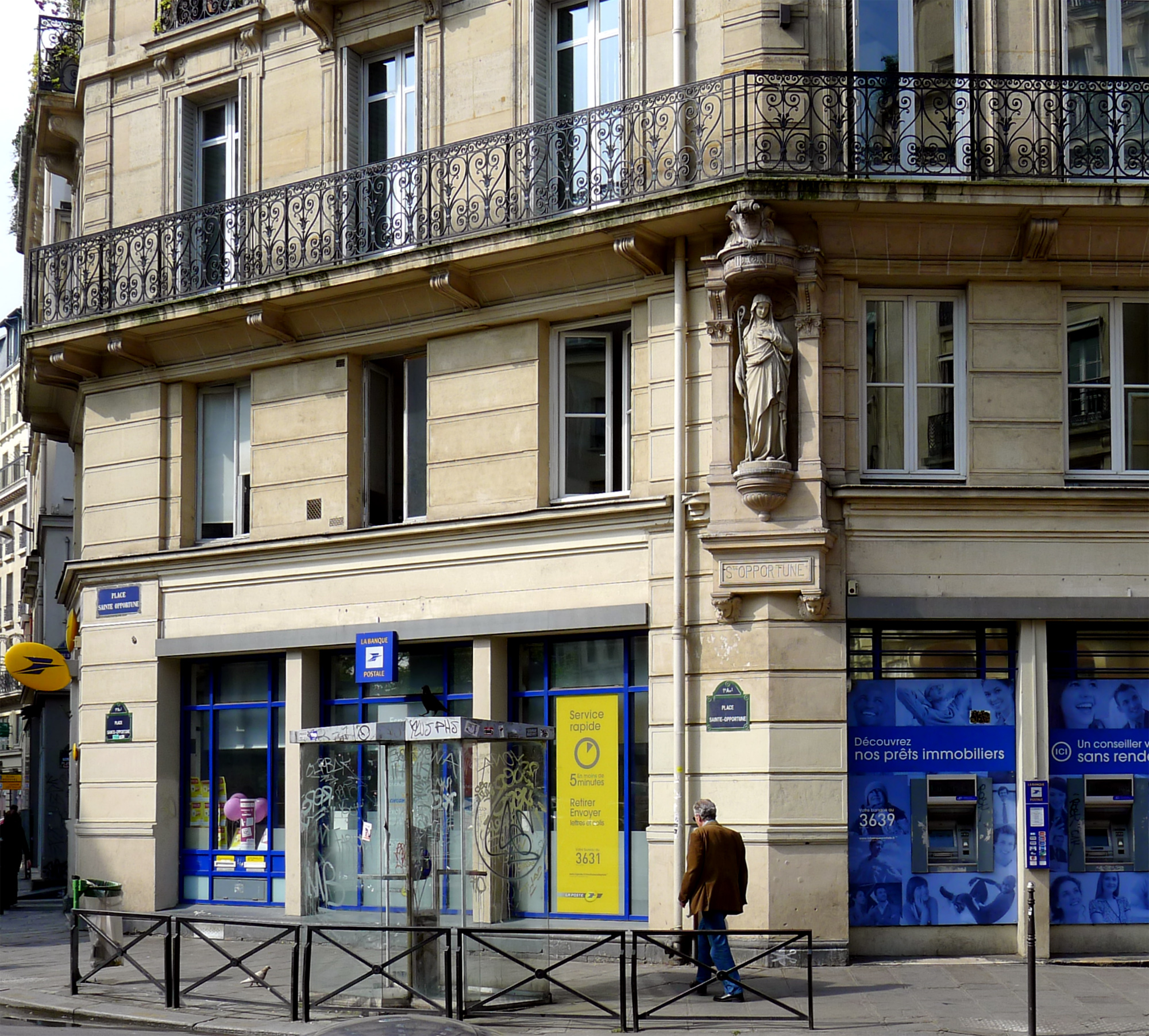
Situation de cette niche avec statue sur la place.
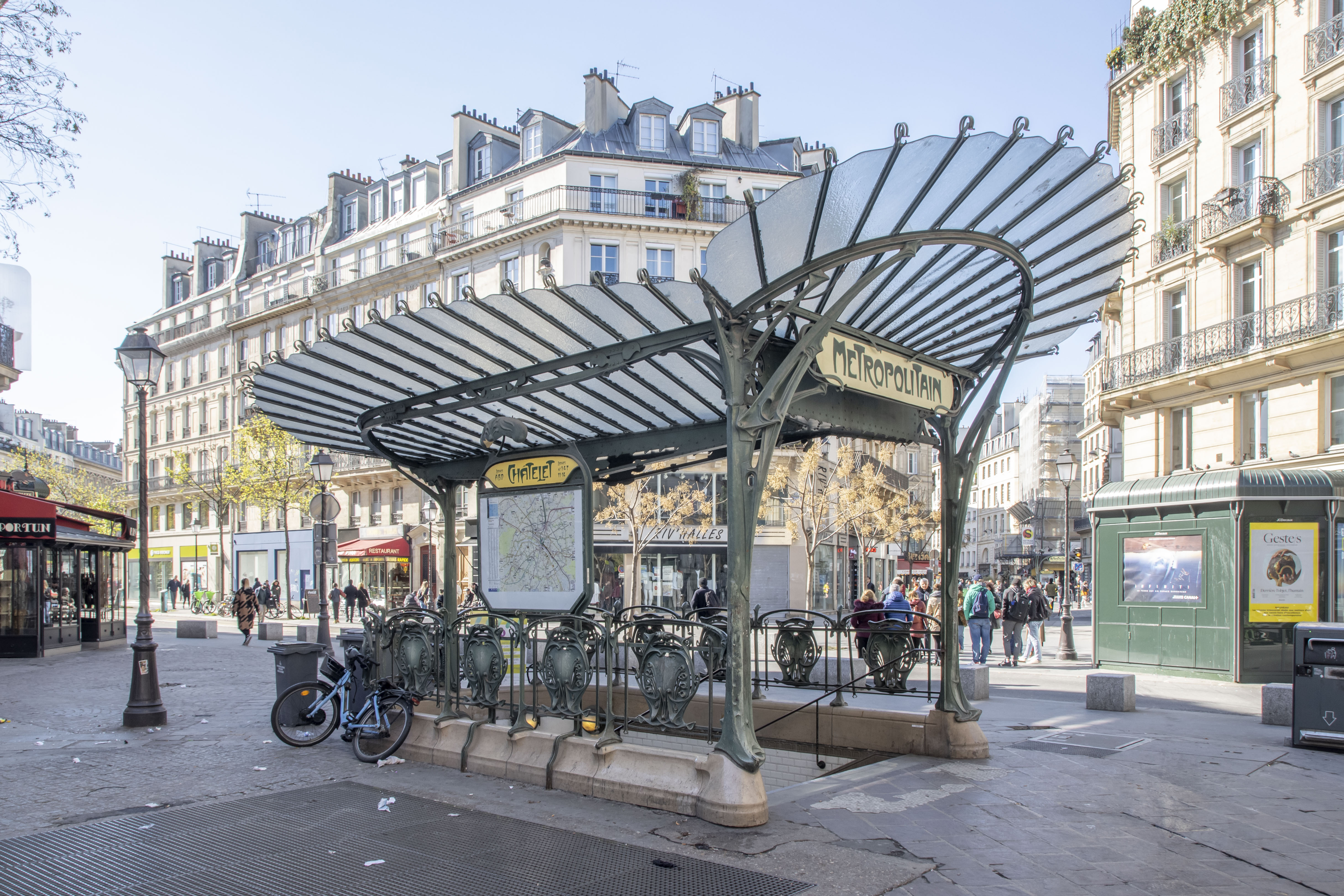
L'édicule de la station Châtelet sur la place Sainte-Opportune.

## Pour approfondir